# Stefania ayangannae
Stefania ayangannae és una espècie de granota que es troba a Guyana.